# Oliver Bäte
Oliver Bäte (né le 1er mars 1965) est un dirigeant d'entreprise allemand, aujourd'hui Directeur général de la société d'assurance Allianz depuis le mois d'octobre 2014.

## Formations
Bäte est diplômé de l'université de Cologne et de la Stern School of Business, l'école de commerce de l'Université de New York.

## Carrière
Bäte a servi dans l'Armée de l'Air allemande de 1986 à 1987.
Bäte commença sa carrière professionnelle au sein de McKinsey & Company à New York avant de déménager ses bureaux en Allemagne. En 1998, il prit en charge la division Assurance de la branche allemande de McKinsey. Puis en 2003, il fut nommé Directeur des pôles européens de Gestions d'actifs et d'Assurance.
Bäte intégra en 2008 le comité de direction de l'assureur allemand Allianz en tant directeur de l’exploitation et directeur financier avant de prendre à sa charge en 2013 les activités d'assurance pour l'Europe de l'ouest et du sud (France, Benelux, Italie, Grèce et Turquie). Bäte occupa depuis lors d'autres postes majeurs dans cette société, puis dans le cadre d'une réorganisation de l'exécutif de la société en 2015 devint Directeur général du groupe et prit la responsabilité de la direction des Ressources Humaines.

## Autres activités
- Baden-Badener Unternehmer-Gespräche (BBUG), membre du conseil d'administration[5]
- Stifterverband für die Deutsche Wissenschaft (en), membre du comité de direction[6]
- Forum de Munich sur les politiques de défense, membre du conseil consultatif[7]
- Schmalenbach Society, membre du conseil consultatif[8]
- Trilateral Commission, membre du groupe européen[9]
- The B Team, membre (depuis 2016)[10]
- Forum économique mondial (WEF), membre du conseil d'intendance de l'Initiative on Shaping the Future of Financial and Monetary Systems (2017)[11]
- Pan-European Insurance Forum (PEIF), président[12]
- Geneva Association, vice-président
- Institut de la finance internationale (IFF), membre